# Andrew Linzey
Andrew Linzey (2 febbraio 1952) è un teologo e presbitero inglese anglicano.
È membro della facoltà teologica presso l'Università di Oxford e ha pubblicato più di venti libri.
È noto per le sue posizioni, espresse da un punto di vista biblico-cristiano, a sostegno dei diritti degli animali e del vegetarianismo.

## Pensiero
(R. Muers e D. Grumett)
Nell'opera intitolata Teologia animale (Animal Theology) Linzey argomenta in favore dei diritti degli animali da un punto di vista teologico: Dio ha dei diritti («teodiritti») su quanto ha creato, e ne fanno parte anche gli animali che, per la loro situazione di debolezza nei confronti dell'uomo, devono essere da questo tutelati come porzione più fragile, rispetto a lui, nel contesto della creazione divina. L'uomo è quindi responsabile verso di essi per servizio nei riguardi di Dio. Il rapporto con gli animali va rivisitato, secondo Linzey, sostituendo alla tradizionale concezione antropocentrica una visione teocentrica che implica doveri da parte dell'uomo, il quale è tenuto a riconoscere diritti agli animali e ad esercitare verso di loro un generoso atteggiamento di carità cristiana.
(A. Linzey,Teologia animale)
Per Linzey i cristiani sono inoltre chiamati ad assumere una dieta vegetariana come passo verso la realizzazione dei «nuovi cieli e nuova terra» (Isaia 66,22) presso cui, secondo il profeta Isaia, non vi sarà più violenza tra uomini e animali, né tra animali e altri animali (11,6-8), con un ritorno all'originario disegno espresso da Dio prima del Diluvio (Genesi 1,29-30). I cristiani sono difatti chiamati – argomenta Linzey – a realizzare per quanto possibile già nel presente i tempi escatologici, e il rifiuto dell'alimentazione carnea rappresenta un aspetto integrante del regno di pace prefigurato dalle Scritture.

## Opere (elenco parziale)
- (EN) Andrew Linzey, Animal Rights: A Christian Assessment of Man's Treatment of Animals, S.C.M. Press, 1976.
- (EN) Andrew Linzey, Animal Theology, Urbana e Chicago, University of Illinois Press, 1995, ISBN 0-252-06467-4.
- (EN) Andrew Linzey e Dan Cohn-Sherbok, After Noah: Animals and the Liberation of Theology, Londra, Mowbray, 1997, ISBN 0-264-67450-2.
- (EN) Andrew Linzey, The Saying Of Jesus, Londra, HarperCollins, 1998, ISBN 0-88001-640-X.
- (EN) Andrew Linzey, Animal Gospel, Louisville, Westminster John Knox Press, 2000, ISBN 0-664-22193-9.
- (EN) Andrew Linzey e Tom Regan (a cura di), Animals and Christianity: A Book of Readings, Eugene, Wipf and Stock, 2007, ISBN 1-55635-688-9.
- (EN) Andrew Linzey, Creatures of the Same God: Explorations in Animal Theology, New York, Lantern Books, 2009, ISBN 978-1-59056-142-3.
- (EN) Andrew Linzey (a cura di), The Link Between Animal Abuse and Human Violence, Sussex Academic Press, 2009, ISBN 978-1-84519-324-9 (archiviato dall'url originale il 1º novembre 2014).
- (EN) Andrew Linzey, Why Animal Suffering Matters: Philosophy, Theology, and Practical Ethics, Oxford University Press, 2009, ISBN 978-0-19-537977-8.
- (EN) Andrew Linzey (a cura di), The Global Guide to Animal Protection, pref. di Desmond Tutu, University of Illinois Press, 2013, ISBN 978-0-252-07919-1.
- (EN) Andrew Linzey e A. B. Clarke (a cura di), Dictionary of Ethics, Theology and Society, Londra, Routledge, 2013, ISBN 0-415-06212-8.

### Edizioni in lingua italiana
- Andrew Linzey, Teologia animale. I diritti animali nella prospettiva teologica, Torino, Cosmopolis, 1998.
- Andrew Linzey, I detti di Gesù, Milano, Armenia, 2001, ISBN 88-8113-122-6. 2010, ISBN 978-88-344-2548-0.
- Andrew Linzey e Tom Regan, Gli animali e il cristianesimo. Per un'etica compassionevole, Casale Monferrato, Sonda, 2012, ISBN 88-7106-585-9.